# Labarrère
Labarrère (en occitano La Barrera) era una comuna francesa situada en el departamento de Gers, de la región de Occitania, que el 1 de enero de 2016 pasó a ser una comuna delegada de la comuna nueva de Castelnau-d'Auzan-Labarrère al fusionarse con la comuna de Castelnau-d'Auzan.

## Demografía
| Gráfica de evolución demográfica de Labarrère entre 1800 y 2013 |
|                                                                 |

Los datos demográficos contemplados en este gráfico de la comuna de Labarrère se han cogido de 1800 a 1999 de la página francesa EHESS/Cassini, y los demás datos de la página del INSEE.